# Robert Haefeli

Robert Haefeli (vor 1978)

Robert Haefeli (* 4. August 1898 in Luzern; † 18. April 1978 in Kilchberg; heimatberechtigt in Zürich) war ein Schweizer Bauingenieur, Glaziologe und Hochschullehrer.

## Leben
Robert Haefeli war Sohn des Hoteliers Robert Haefeli und der Emilie Hortens, geborene Escher vom Glas. 1933 heiratete er Hermine Helene Kern, Tochter des Mechanikers August Kern. Zwischen 1916 und 1920 absolvierte er ein Bauingenieurstudium an der ETH Zürich.

## Schaffen
Nach verschiedenen Anstellungen im In- und Ausland führte Haefeli von 1929 bis 1935 erdbaumechanische Untersuchungen für die Dämme des Kraftwerks Albbruck-Dogern (Hochrhein) durch. Das damals eingerichtete Versuchslabor bildete den Kern des Erdbaulaboratoriums der Versuchsanstalt für Wasserbau der ETH Zürich, dessen Aufbau und Leitung ihm im Jahre 1935 übertragen wurden. Von 1941 bis 1947 war Haefeli als Privatdozent und von 1947 bis 1953 als ausserordentlicher Professor für Erdbau- und Schneemechanik an der ETH Zürich tätig. Anschliessend leitete er von 1953 bis 1975 sein eigenes Ingenieurbüro. 
Der Pionier der Schneemechanik war von 1936 bis 1975 erster Leiter des Instituts für Schnee- und Lawinenforschung in Davos. Des Weiteren war er zwischen 1950 und 1973 Präsident der Gletscherkommission der Schweizerischen Naturforschenden Gesellschaft.